# Hana Vojtová
Hana Vojtová, rozená Jelínková, křtěná Johanna Františka (24. února 1871 Třeboň – 2. června 1933 Praha), byla česká herečka.

## Život
Pocházela ze staré herecké rodiny – otec Vilém Karel Jelínek byl ředitel kočovné divadelní společnosti, matka Anna rozené Krämerová byla herečkou. Od roku 1903 byla druhou manželkou herce Aloise Vojty-Jurného. Prošla řadou divadelních společností. V letech 1900–1902 hrála v Plzni, v letech 1902–1905, 1907–1908 a 1912–1914 u Františka Laciny v Brně. V roce 1915 působila ve Švandově divadle v Praze. Byla převážně představitelkou tragických postav, například jako Runa v pohádkovém poetickém dramatu Julia Zeyera Radúz a Mahulena nebo jako Nora ve stejnojmenné hře Henrika Ibsena. Pohřbena byla na Vinohradském hřbitově v Praze.